# Thomas Lebherz
Thomas Lebherz (* 26. Juni 1963 in Roßdorf (bei Darmstadt)) ist ehemaliger deutscher Schwimmer. Er war als Rückenschwimmer mehrfacher Deutscher Meister über 100 und 200 m Rücken.
Er ist der Vater von Yannick Lebherz, einem ehemalig international erfolgreichen Schwimmer.

## Erfolge
Bei den Jugendeuropameisterschaften 1976 in Oslo erkämpfte sich Thomas Lebherz zwei Bronzemedaillen über 100 und 200 m Rücken. Bei den Jugendeuropameisterschaften 1978 in Florenz errang er mehrere Silber- und Bronzemedaillen.
1978 und 1986 nahm er an den Weltmeisterschaften in Berlin und in Madrid teil.
Lebherz wurde Deutscher Meister über 100 und 200 m Rücken unter anderem 1979 in Freiburg und 1981 in Bonn.
Bei den Schwimmeuropameisterschaften 1985 in Sofia holte er mit der 4 × 100-m-Lagenstaffel Gold für Deutschland.
Insgesamt schaffte es Lebherz während seiner Laufbahn, acht Mal den deutschen Rekord über 200 m Rücken zu verbessern. Außerdem stellte er diverse neue Altersklassenrekorde auf, von denen einer über 200 m Rücken fast 36 Jahre lang unangetastet blieb.